# Lista över borgmästare i Arboga
Detta är en lista över staden Arboga stads borgmästare.

## Borgmästare i Arboga
Borgmästare i Arboga stad före 1971.
| Ämbetstid | Namn                  | Levnadstid | Övrigt |
| --------- | --------------------- | ---------- | ------ |
| 1631–1663 | Jon Jonsson           | 1582–1663  |        |
| –1726     | Johan Petre           | 1664–1726  |        |
| 1726–1740 | Johan Schwede         | –1740      |        |
| 1740–1758 | Erik Ramell           | 1695–1758  |        |
| 1747–     | Olof Bidenius Renhorn | 1706–1764  |        |
| 1762–1787 | Ernst Pape            | 1717–1803  |        |
| 1815–1842 | Wilhelm Erik Montan   | 1779–1842  |        |
| 1847–1858 | Carl Johan Stolpe     | 1800–1891  |        |
| 1900–1929 | Fredrik Sörensen      | 1864–1929  |        |